# Frank Caliendo
Frank Caliendo, född 19 januari 1974 i Chicago, Illinois, är en amerikansk komiker och imitatör, känd bland annat för sin medverkan i programmet MADtv. Han hade även en kortlivad egen serie, Frank TV. Bland hans imitationer utmärks till exempel Robin Williams, William Shatner, Morgan Freeman, George W. Bush och Bill Clinton.